# Bahía de Sandusky

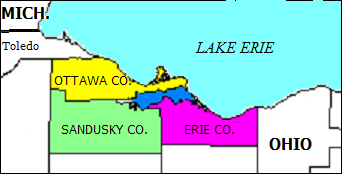
Localización de la bahía de Sandusky (azul oscuro).

La bahía de Sandusky (en inglés Sandusky Bay) es un cuerpo de agua situado entre los condados de Erie, Ottawa y Sandusky, pertenecientes al estado de Ohio. Se localiza en la orilla sur del lago Erie.